# Флёри-сюр-Орн
Флёри́-сюр-Орн (фр. Fleury-sur-Orne) — коммуна во Франции, находится в регионе Нормандия, департамент Кальвадос, округ Кан, кантон Кан-5. Пригород Кана, расположен в 5 км к югу от центра города, на правом берегу реки Орн. 
Население (2018) — 4 954 человека. 

## История
В 1047 году молодой нормандский герцог Вильгельм I, будущий Вильгельм I Завоеватель, с помощью французского короля Генриха I разгромил восстание нормандских баронов. Побежденные мятежники бежали с поля боя, но были настигнуты и убиты в районе бывшей коммуны Ати рядом с нынешним Флёри-сюр-Орн. После этого Вильгельм I стал бесспорным правителем Нормандии. 
С XI века местный карьер стал источником добычи камня, использовавшего для строительства многих зданий, как в Нормандии (аббатство Кана), но и за ее пределами, в том числе лондонского Тауэра. Во время Второй мировой войны местные жители укрывались в карьере от бомбежек. Разработка камня была прекращена только в 50-х годах XX века; сейчас большая часть карьера закрыта для посещения.
До 1916 года город поселок назывался Альмань (Allemagne), в переводе с французского — «Германия»; в латинизированной форме Alemannia он упоминался в источниках уже в 1077 году. В разгар Первой мировой войны местный совет решил, что продолжать называться Allemagne непатриотично, и решил переименовать поселок во Флёри-сюр-Орн.

## Известные уроженцы, жители
Жан Пьер Франсуа де Шазо, французский военачальник, участник Революционных войн, дивизионный генерал (1792).

## Достопримечательности
- Церковь Нотр Дам де Басс-Альмань, построенная в 1845 году в неоготическом стиле
- Церковь Святого Мартина XIX века
- Природный парк Флёри-сюр-Орн с живописными местами вдоль реки Орн

## Экономика
Структура занятости населения:
- сельское хозяйство — 1,1 %
- промышленность — 9,1 %
- строительство — 7,1 %
- торговля, транспорт и сфера услуг — 57,1 %
- государственные и муниципальные службы — 25,5 %.

Уровень безработицы (2017) — 16,2 % (Франция в целом —  13,4 %, департамент Кальвадос — 12,5 %). 

Среднегодовой доход на 1 человека, евро (2018) — 20 300 (Франция в целом — 21 730, департамент Кальвадос — 21 490).

## Демография
Динамика численности населения, чел.

## Администрация
Пост мэра Флёри-сюр-Орна с 2010 года занимает Марк Лесерф (Marc Lecerf). На муниципальных выборах 2020 года возглавляемый им левый список был единственным.
| Период | Период | Фамилия           | Партия                  | Примечания                                    |
| ------ | ------ | ----------------- | ----------------------- | --------------------------------------------- |
| 1956   | 1978   | Серж Рузьер       | Коммунистическая партия | работник компании SNCF                        |
| 1978   | 1989   | Жан Тийяр         | Коммунистическая партия | учительница                                   |
| 1989   | 1992   | Жан-Франсуа Ришар | Социалистическая партия | директор Центра по содействию трудоустройству |
| 1992   | 2010   | Клод Леклер       | Социалистическая партия | линотипист                                    |
| 2010   |        | Марк Лесерф       | Разные левые            | директор агентства Центра занятости           |

## Города-побратимы
- Вальдбюттельбрунн, Германия
- Уонк, Сенегал

## Галерея

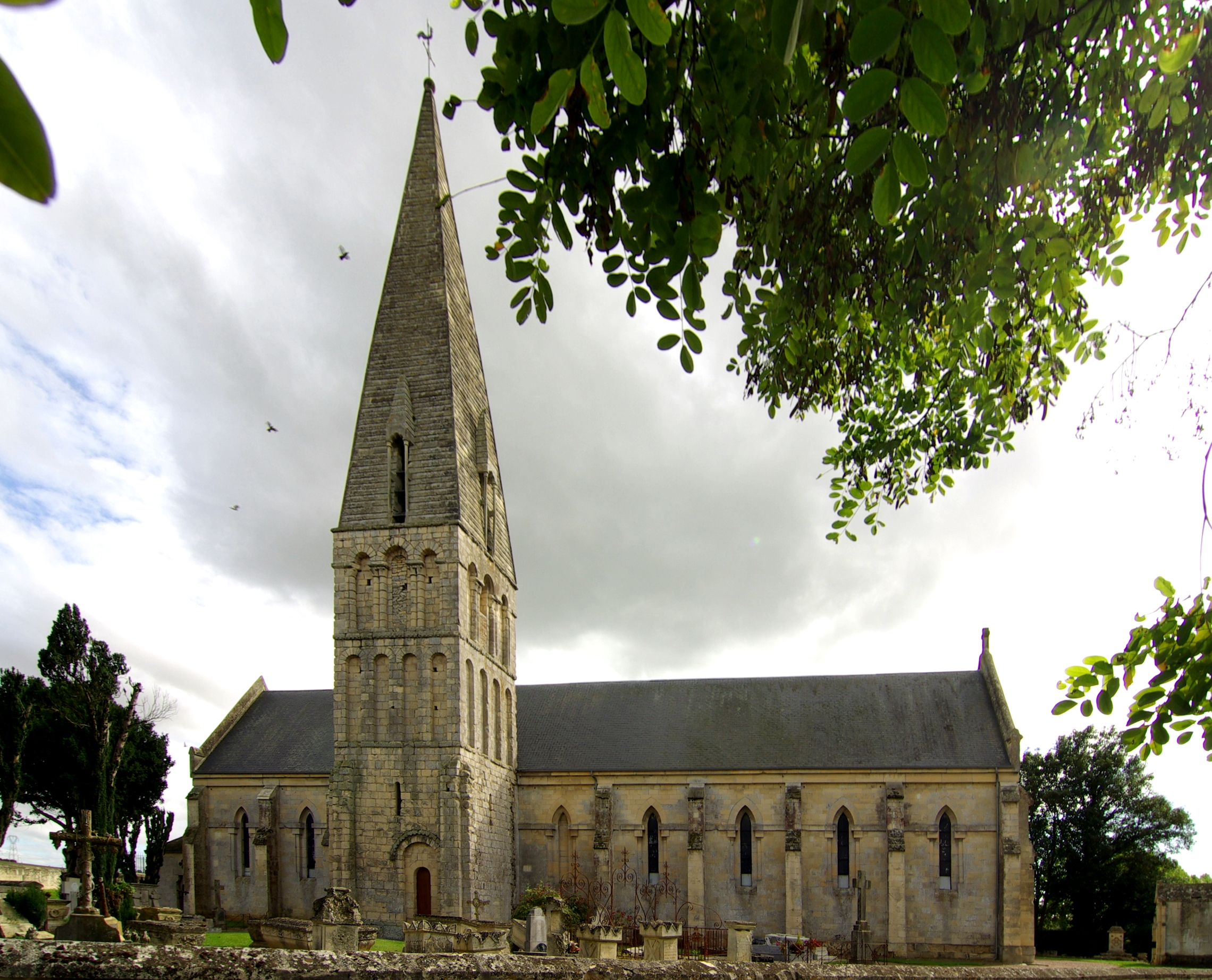
Церковь Нотр-Дам
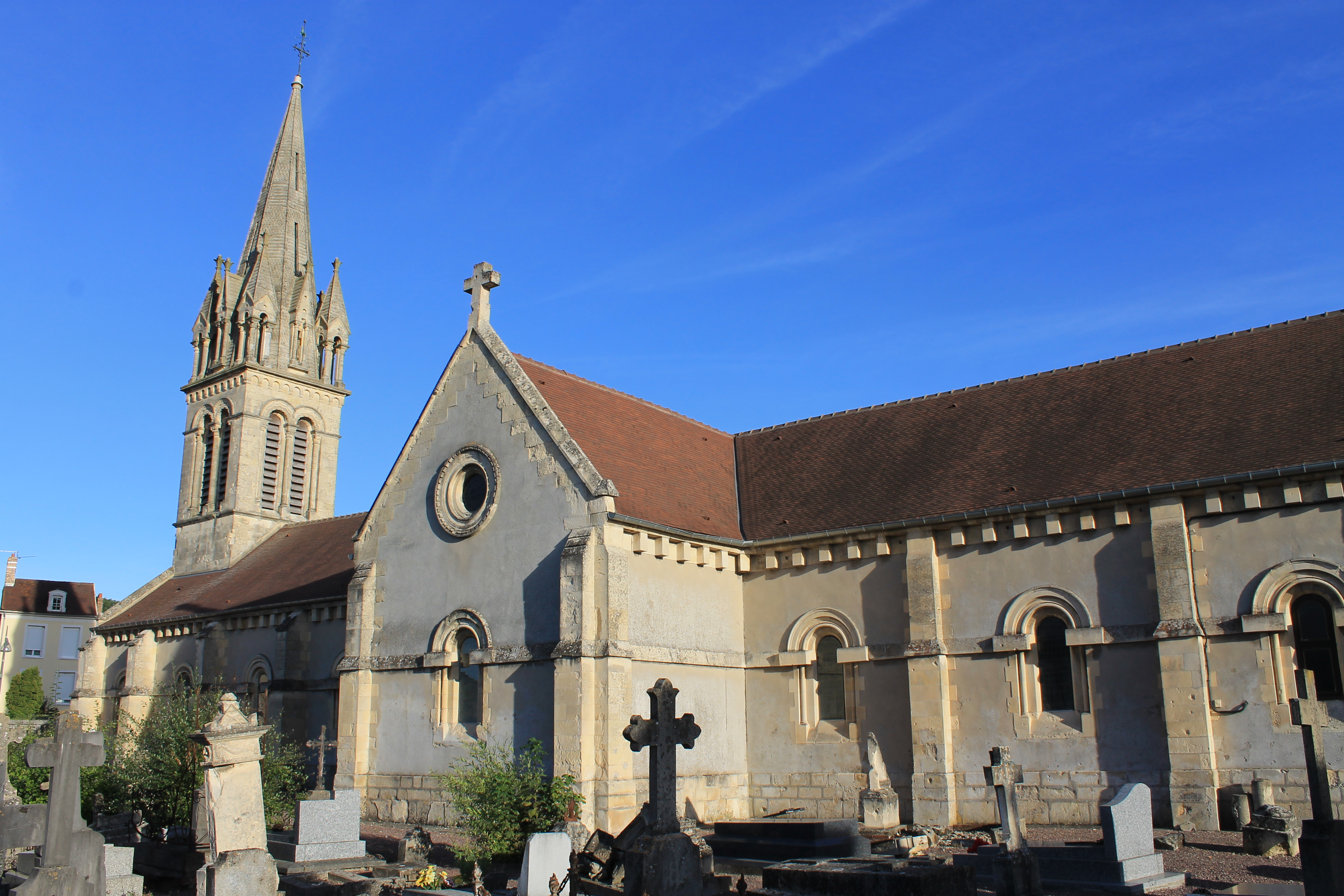
Церковь Святого Мартина
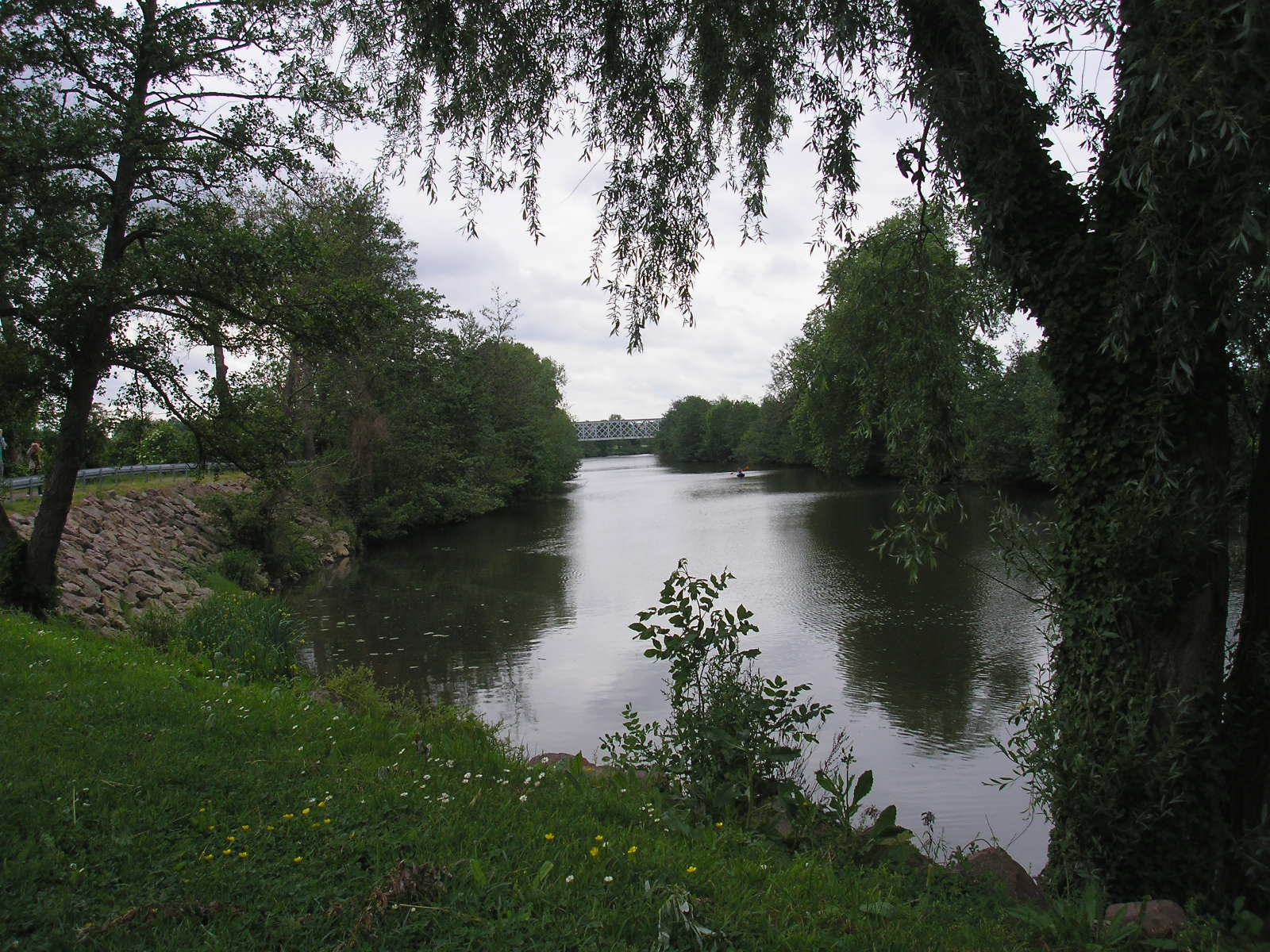
Берега Орна

1. 1 2  база данных о французских коммунах — Национальный географический институт Франции, 2015.